# 杜布尼亞基
51°15′39″N 26°41′21″E / 51.26083°N 26.68917°E
杜布尼亞基（烏克蘭語：Дубняки），是烏克蘭的村落，位於該國西北部羅夫諾州，由薩爾內區負責管轄，始建於1935年，面積0.22平方公里，海拔高度152米，2001年人口71，人口密度每平方公里325.7人。